# Elephantomyia (Elephantomyia) unicincta
Elephantomyia (Elephantomyia) unicincta is een tweevleugelige uit de familie steltmuggen (Limoniidae). De soort komt voor in het Neotropisch gebied.